# Alfredo Olvera
Alfredo Olvera Gonzáles (* 4. ledna 1948) je bývalý mexický zápasník, reprezentant v zápase řecko-římském. V roce 1975 vybojoval bronz a v roce 1979 stříbro na Panamerických hrách. V roce 1980 vybojoval 6. místo v kategorii do 48 kg na olympijských hrách v Moskvě. Ve stejné kategorii startoval i v roce 1972 na hrách v Mnichově, kde byl vyřazen ve třetím kole.
Zápasu se věnovali také jeho bratři Jorge a Bernardo.